# Motocykl

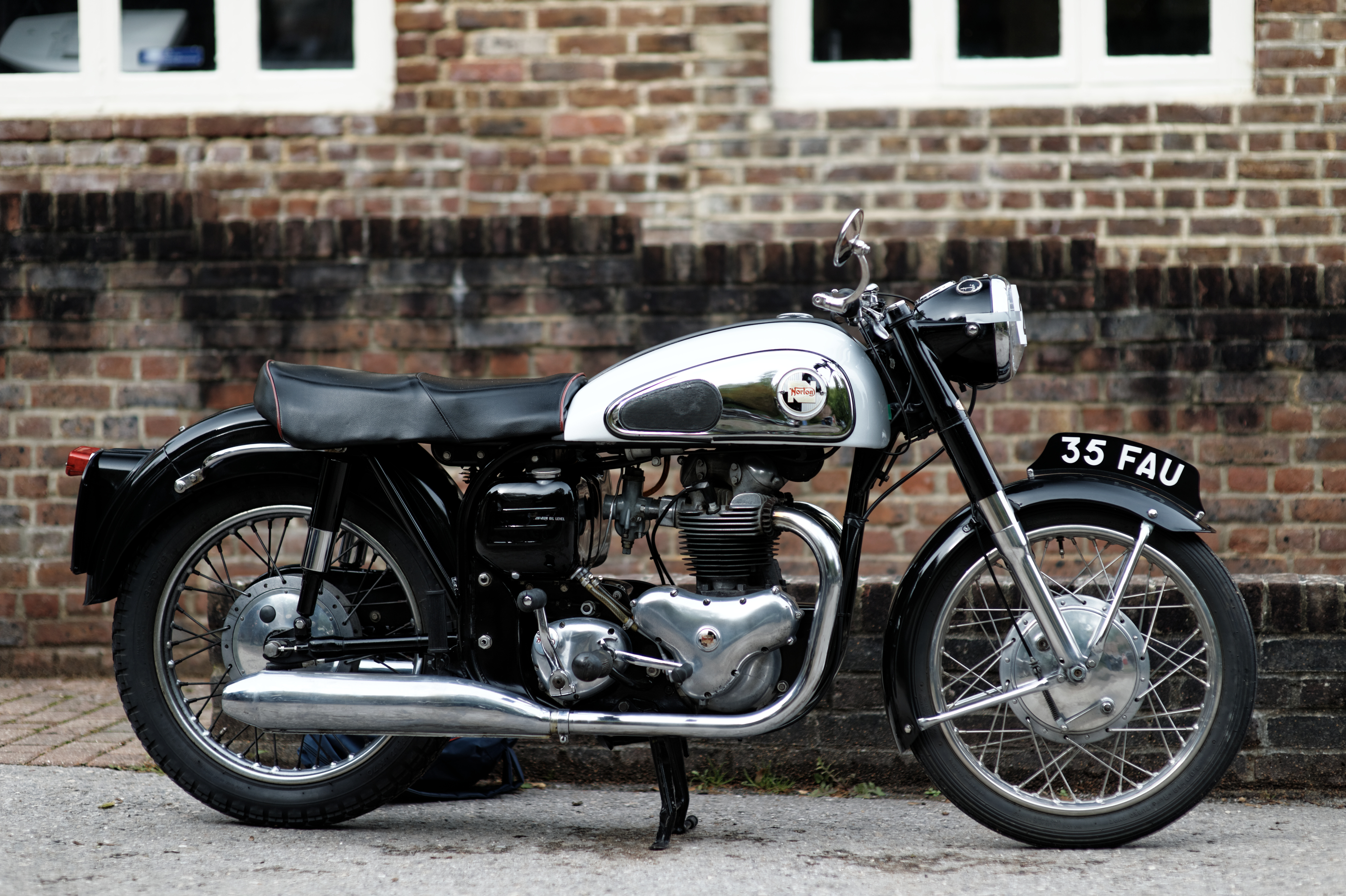
Klasyczny motocykl marki Norton

Motocykl – jedno- lub dwuśladowy mechaniczny pojazd drogowy o masie własnej do 400 kg.
Według Prawa o ruchu drogowym jest to pojazd samochodowy zaopatrzony w silnik spalinowy, dwukołowy lub z bocznym wózkiem – wielośladowy. Określenie to obejmuje również pojazd trójkołowy o symetrycznym rozmieszczeniu kół.
Motocykle wynaleziono w XIX wieku; wtedy to Louis G. Perraux skonstruował dwukołowiec z napędem parowym. W 1885 roku w Niemczech Gottlieb Daimler i Wilhelm Maybach wyprodukowali pierwszy motocykl spalinowy napędzany benzyną: Daimler Reitwagen. W 1894 Hildebrand & Wolfmüller stał się pierwszym motocyklem produkowanym seryjnie.
Konstrukcja motocykla jest bardzo zróżnicowana, aby odpowiadać wielu różnym celom: podróżom długodystansowym, dojazdom do pracy, wycieczkom, sportowi (w tym wyścigom) i jeździe terenowej. Na całym świecie motocykle są porównywalnie popularne do samochodów jako środek transportu. W 2021 r. na całym świecie sprzedano około 58,6 mln nowych motocykli, dla porównania sprzedano 66,7 mln samochodów w tym samym okresie. W 2014 roku trzema czołowymi producentami motocykli na świecie pod względem ilościowym były Honda (28%), Yamaha (17%) (oba z Japonii) i Hero MotoCorp (Indie). Spośród wszystkich motocykli na świecie, 58% znajduje się w regionach Azji i Pacyfiku oraz Azji Południowej i Wschodniej, z wyłączeniem Japonii, która skupia się na samochodach. Według Departamentu Transportu Stanów Zjednoczonych liczba ofiar śmiertelnych na przejechaną milę pojazdu była 37 razy wyższa w przypadku motocykli niż samochodów.

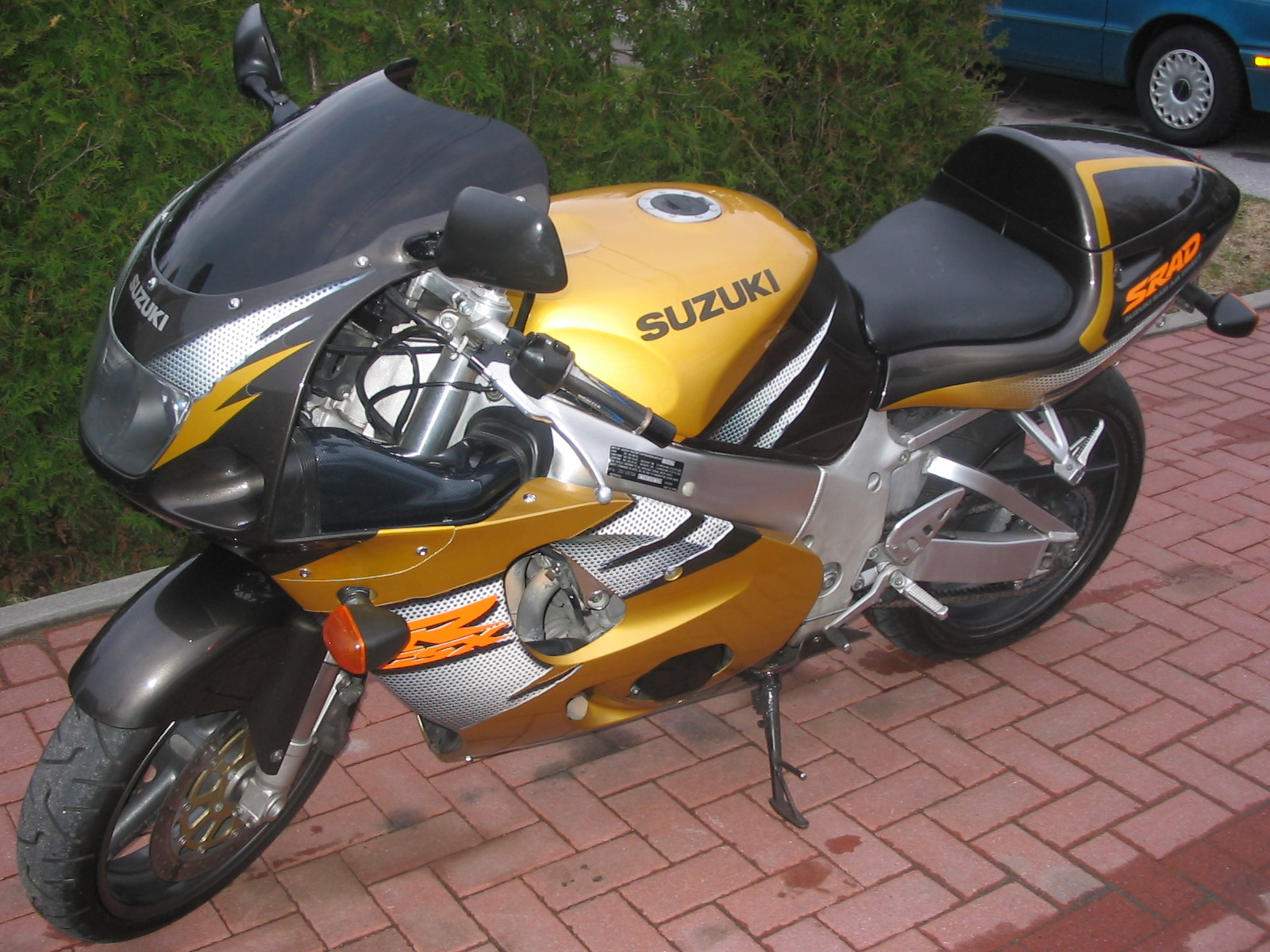
Suzuki GSXR 750
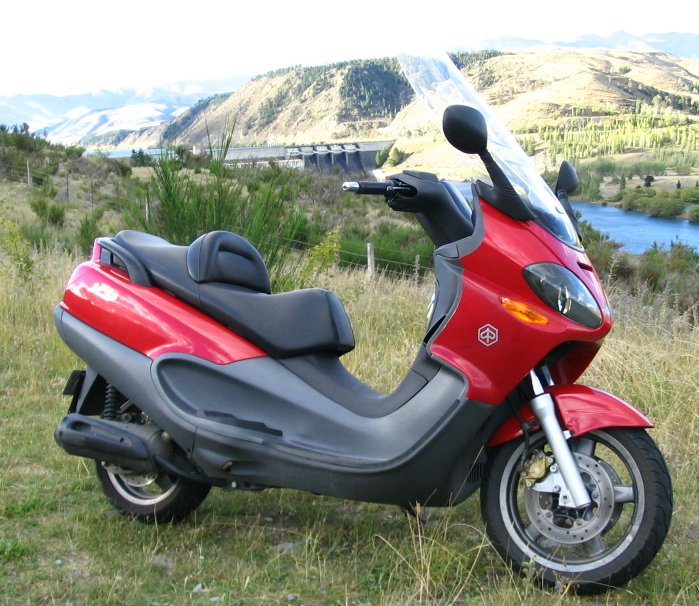
Skuter Piaggio X9
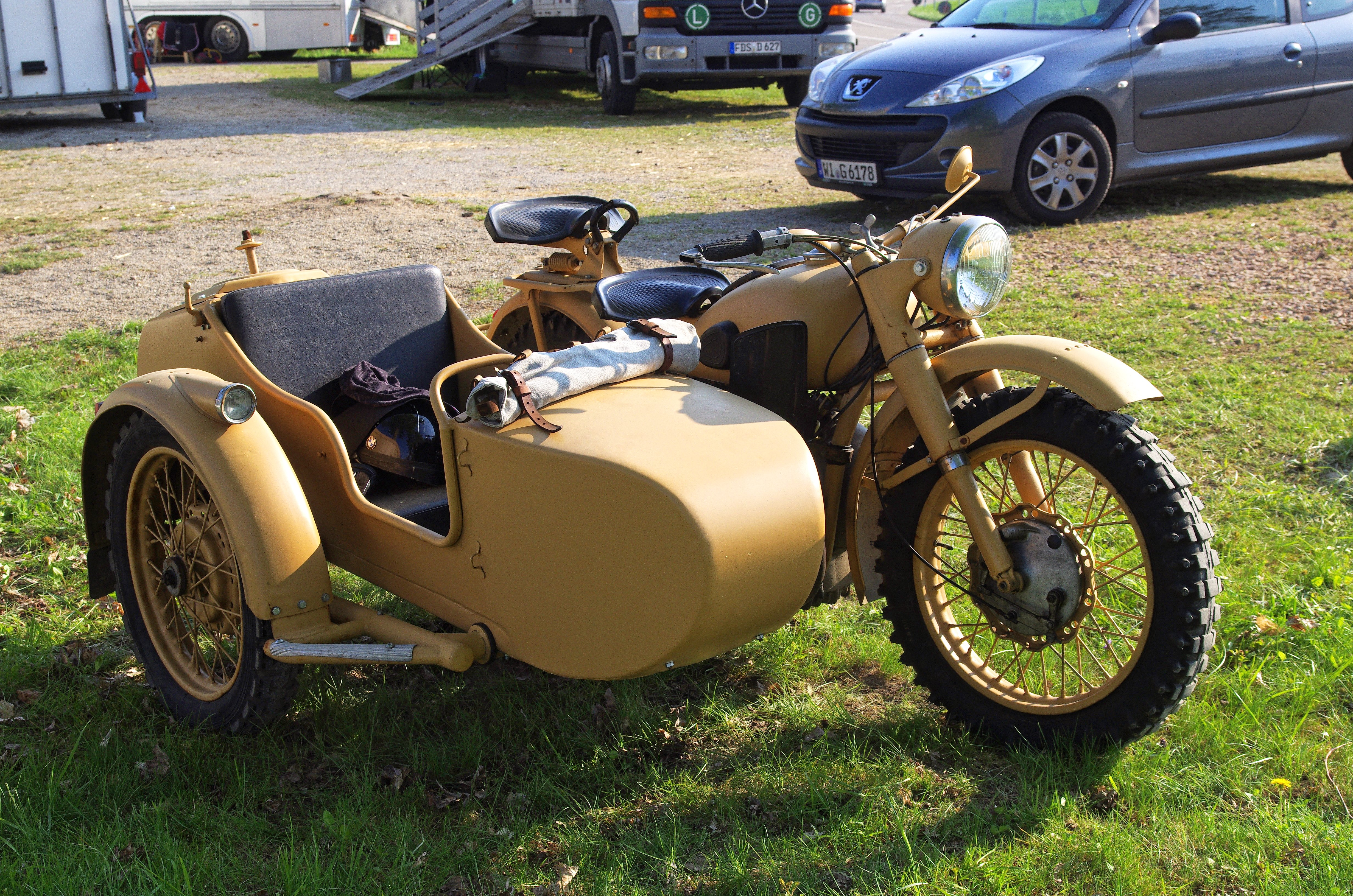
Motocykl Dniepr K-750 z wózkiem bocznym